# Suchardův dům
Suchardův dům je nárožním stavením mezi ulicemi Stanislava Suchardy a Františka Procházky, nedaleko náměstí v centru Nové Paky, na parcelách dvou původních přízemních domů. Jejím zadavatelem byl zdejší sochař a řezbář Antonín Sucharda mladší.

## Vznik a využití domu
První koncepce vily byla v letech 1893 až 1895 zpracována architektem Otakarem Wolfem, Suchardovým přítelem ze studentských let. K realizaci tohoto návrhu však došlo až po několika změnách. Stavbu řídil architekt Jaroslav Bret a na bohatě zdobené sgrafitové fasádě se podíleli členové Suchardovy rodiny. Fresky slunečnic a keramické talíře jsou dílem Anny Suchardové, sgrafito sv. Božetěcha je podle návrhu Mikoláše Alše, dvě sochy jsou dílem Antonína Suchardy a ostatní sochy jsou dílem Stanislava Suchardy. Východní polovina domu byla postavena v roce 1895 a západní část v roce 1896 tak, aby se zde 23. listopadu mohla konat svatba Anny Suchardové a Aloise Boudy. Některé prvky z výzdoby byly použity i na vile Stanislava Suchardy v Praze Bubenči, která byla rovněž dostavěna v roce 1896.
V roce 1949 koupilo Suchardův dům město pro potřeby městského muzea a v letech 1951 až 1952 došlo k opravě. Zatím největší rekonstrukce proběhla v letech 1972 až 1974 a týkala se i vedlejší dílny, kterou město pro muzeum získalo v roce 1972. V roce 1976 byla v Suchardově domě otevřena historická expozice muzea a v přízemí byly otevřeny výstavní prostory, kde jsou pořádány výstavy. Naposledy byla fasáda Suchardova domu restaurována v roce 2001.

## Galerie

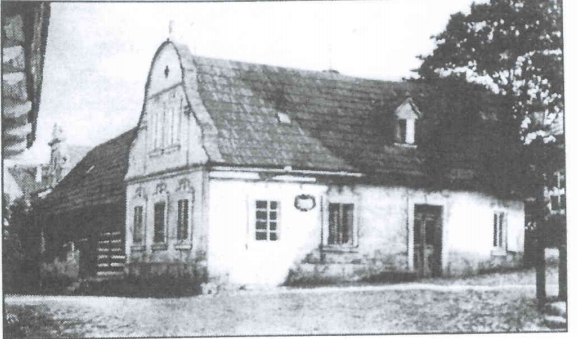
Rodný dům Suchardů, který stával v místě dnešního Suchardova domu.
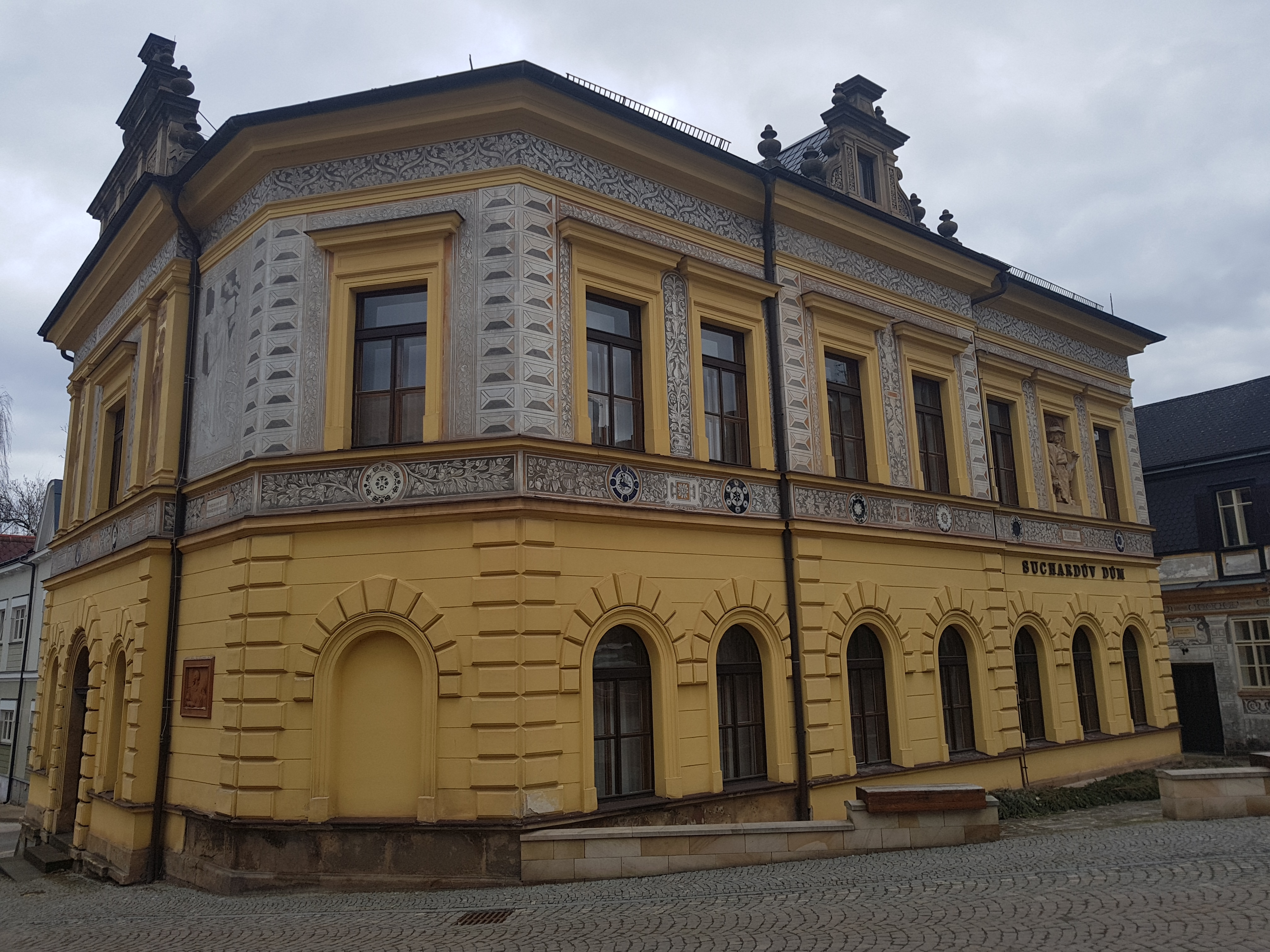
Suchardův dům
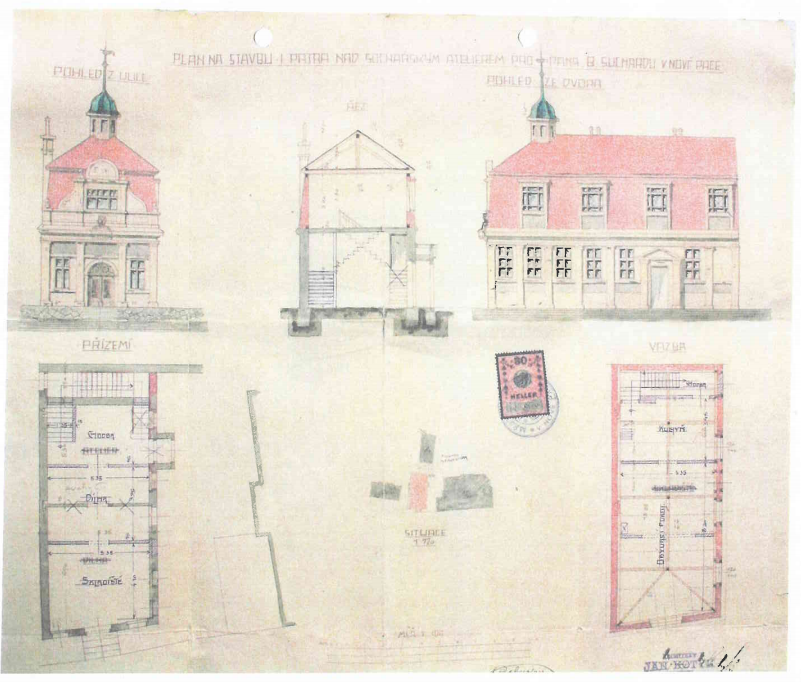
Plán stavby
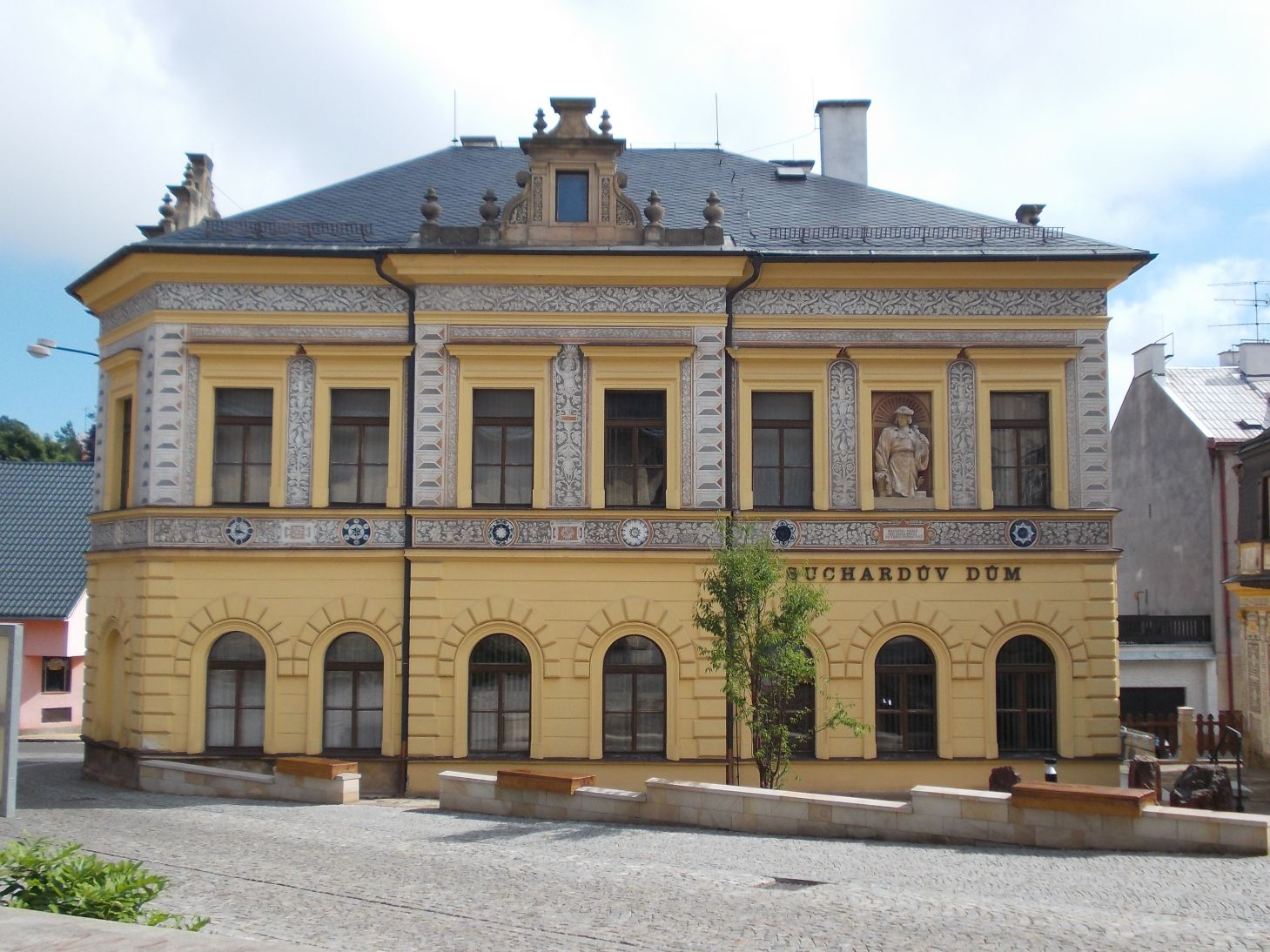
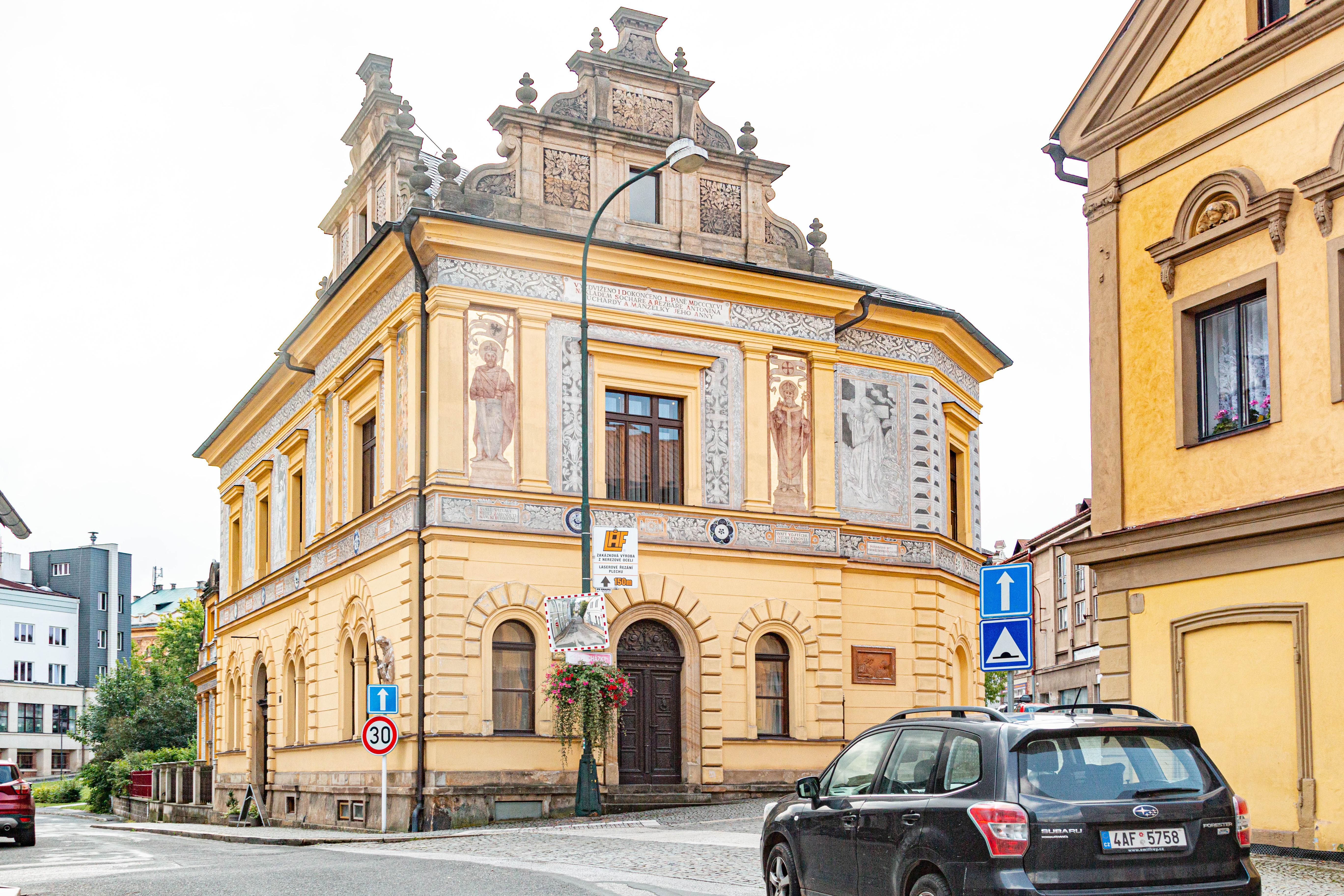